# Zrmanja
A Zrmanja folyó Dalmáciában, Horvátország területén.

## Földrajzi adatok
A folyó a Velebit hegységben egy bővizű karsztforrásból ered 335 m magasan, Knintől 20 km-re északra, és Novigradnál torkollik az Adriai-tenger Novigradi tengernek becézett öblébe. Hossza 69 km, vízgyűjtő területe 907   km². Közepes vízhozama 94 m³ másodpercenként. 
Mellékfolyója a Krupa. Obrovac városka a Zrmanja mentén található.

## Egyéb
A tutajosok kedvelt célállomása.Kisebb hajókkal Obrovacig (mintegy 12 km) hajózható.